# Премия «Давид ди Донателло» лучшему художнику по костюмам
Премия «Давид ди Донателло» лучшему художнику по костюмам (итал. David di Donatello per il miglior costumista) — один из призов национальной итальянской кинопремии «Давид ди Донателло».

## Победители

### 1980-е
- 1981
  - Пьеро Този — Подлинная история дамы с камелиями
- 1982
  - Джанна Джисси — Маркиз дель Грилло
- 1983
  - Габриэлла Пескуччи — Ночь Варенны
- 1984
  - Нана Чекки — Сердца и доспехи
- 1985
  - Энрико Джоб — Кармен
- 1986
  - Данило Донати — Джинджер и Фред
- 1987
  - Габриэлла Пескуччи — Имя розы
- 1988
  - Джеймс Эйчесон и Уго Периколи — Последний император
- 1989
  - Лючия Мирисола — 'O Re

### 1990-е
- 1990
  - Джанна Джисси — Открытые двери
- 1991
  - Лючия Мирисола — In nome del popolo sovrano
- 1992
  - Лина Нерли Тавиани — Россини
- 1993
  - Элизабетта Беральдо — Иона, который жил в чреве кита
- 1994
  - Пьеро Този — Воробей
  - Маурицио Милленотти — Тайна старого леса
  - Габриэлла Пескуччи — Ради любви, только ради любви
- 1995
  - Ольга Берлути — Фаринелли-кастрат
  - Элизабетта Беральдо — С согласия Перейры
  - Мойделе Бикель — Королева Марго
- 1996
  - Дженни Беван — Джейн Эйр
  - Беатриче Бордоне — Фабрика звёзд
  - Лучано Сагони — Целлулоид
- 1997
  - Данило Донати — Марианна Укрия
  - Патриция Керикони и Флоренс Эмир — Нирвана
  - Лина Нерли Тавиани — Избирательное сродство
  - Франческа Сартори — Принц Гомбургский
  - Альберто Версо — Перемирие
- 1998
  - Данило Донати — Жизнь прекрасна
  - Виттория Гуаита — Шафер
  - Маурицио Милленотти — Il viaggio della sposa
- 1999
  - Маурицио Милленотти — Легенда о пианисте
  - Джанна Джисси — Сицилийцы
  - Джино Персико — Фердинанд и Каролина

### 2000-е
- 2000
  - Серджо Балло — Кормилица
  - Альфонсина Леттьери — Закон противоположностей
  - Лючия Мирисола — La carbonara
- 2001
  - Элизабетта Монтальдо — Сто шагов
  - Маурицио Милленотти — Малена
  - Одетт Николетти — Нечестная конкуренция
- 2002
  - Франческа Сартори — Великий Медичи: Рыцарь войны
- 2003
  - Данило Донати — Пиноккио
  - Марио Карлини и Франческо Кривеллини — Сердце не с тобой
  - Елена Маннини — Путешествие под названием любовь
  - Франческа Сартори — Сабина
  - Андреа Виотти — Битва за Эль-Аламейн
- 2004
  - Франческа Сартори — Легенда о мести
  - Джемма Масканьи — Что с нами будет?
  - Элизабетта Монтальдо — Лучшие из молодых
  - Сильвия Небиоло — Агата и Шторм
  - Изабелла Рицца — Не уходи
- 2005
  - Даниэла Чанчо — Всё, что осталось от ничего
  - Мария Рита Барбера — Желанная жизнь
  - Катя Доттори — Боль чужих сердец
  - Джанна Джисси — Возвращённая любовь
  - Джемма Масканьи — Учебник любви
- 2006
  - Николетта Таранта — Криминальный роман
  - Франческо Кривеллини — Вторая брачная ночь
  - Аннализа Джаччи — Огонь в моём сердце
  - Татьяна Романофф — Мой лучший враг
  - Лина Нерли Тавиани — Кайман
- 2007
  - Мариано Туфано — Новый свет
  - Маурицио Милленотти — Я и Наполеон
  - Николетта Эрколе — Незнакомка
  - Мариарита Барбера — Мой брат – единственный ребёнок в семье
  - Лина Нерли Тавиани — Гнездо жаворонка
- 2008
  - Милена Канонеро — Вице-короли
  - Ортенсия Де Франческо — И думать забудь, Джонни!
  - Катя Доттори — Отель Мейна
  - Маурицио Милленотти — Говори со мной о любви
  - Сильвия Небиоло, Патриция Маццон — Дни и облака
  - Алессандра Тоэска — Тихий хаос
- 2009
  - Элизабетта Монтальдо — Демоны Санкт-Петербурга
  - Алессанда Кардини — Гоморра
  - Марио Карлини и Франческо Кривеллини — Папа Джованны
  - Даниэла Чанчо — Изумительный
  - Лия Франческа Морандини — Караваджо

### 2010-е
- 2010
  - Серджо Балло — Побеждать
  - Луиджи Бонанно — Баария
  - Лия Франческа Морандини — Тот, кто придёт
  - Габриэлла Пескуччи — Первое прекрасное
  - Алессандро Лаи — Холостые выстрелы

- 2011
  - Урсула Патцак — Мы верили
  - Альфонсина Леттьери — Мои друзья – Как все начиналось
  - Нана Чекки — Кристин Кристина
  - Франческа Сартори — Страсть
  - Роберто Кьокки — Валланцаска — ангелы зла

- 2012
  - Лина Нерли Тавиани — У нас есть Папа!
  - Россано Марки — Берегись! Криптонит!
  - Алессандро Лаи — Присутствие великолепия
  - Франческа Сартори — Роман о бойне
  - Карен Патч — Где бы ты ни был

- 2013
  - Маурицио Милленотти — Лучшее предложение
  - Патриция Керикони — Сибирское воспитание
  - Грация Коломбини — Это был сын
  - Алессандро Лаи — Квартира в Афинах
  - Роберта Векки и Франческа Векки — Диас: Не вытирайте эту кровь

- 2014
  - Даниэла Чанчо — Великая красота
  - Мария Рита Барбера — Счастливые годы
  - Алессандро Лаи — Пристегните ремни
  - Беттина Понтиджа — Цена человека
  - Кристина Риччери — Мафия убивает только летом

- 2015
  - Урсула Патцак — Невероятный молодой человек
  - Марина Роберти — Чёрные души
  - Алессандро Лаи — Латинский любовник
  - Лина Нерли Тавиани — Декамерон
  - Андреа Каваллетто — Torneranno i prati

- 2016
  - Массимо Кантини Паррини — Страшные сказки
  - Джемма Масканьи — Двое во вселенной
  - Мэри Монтальто — Меня зовут Джиг Робот
  - Кьяра Феррантини — Не будь злым
  - Карло Поджоли — Молодость

- 2017
  - Массимо Кантини Паррини — Неделимые
  - Кристиана Риччери — В битве за любовь
  - Катя Доттори — Как чокнутые
  - Беатрис Джаннини, Элизабетта Антико — Ткань сновидений
  - Кристина Лапарола — Быстрая, как ветер

- 2018
  - Даниэла Салернитано — Любовь и пуля
  - Массимо Кантини Паррини — Ричард спускается в ад
  - Николетта Таранта — Аґада
  - Анна Ломбарди — Уродливые и мерзкие
  - Алессандро Лаи — Неаполь под пеленой

- 2019
  - Урсула Патцак — Революция на Капри
  - Джулия Пьерсанти — Назови меня своим именем
  - Массимо Кантини Паррини — Догмэн
  - Лоредана Бушеми — Счастливый Лазарь
  - Карло Поджиоли — Лоро

### 2020-е
- 2020
  - Массимо Кантини Паррини — Пиноккио
  - Николетта Таранта — Счастливое число 5
  - Валентина Тавиани — Первый король Рима
  - Дарья Кальвелли — Предатель
  - Андреа Каваллетто — Мартин Иден